# راه‌آهن کالکا شیملا
راه‌آهن کالکا شیملا یکی از راه آهن‌های باریک است که در شمال غرب هند قرار دارد و به خاطر مسیرهای کوهستانی و خیره کننده‌ای که از انها عبور می‌کند شهرت دارد.این راه اهن توسط بریتانیا در مدت کوتاهی بعد از جنگ اول انگلیس با نپال در دامنه هیمالیا به طول ۷۱۱۶ فوت (۲۱۶۹ متر) ساخته شد.